# Yvonne van Gennip
Yvonne Maria Thérèse van Gennip (* 1. Mai 1964 in Haarlem) ist eine niederländische Eisschnellläuferin. Sie wurde 1988 dreifache Olympiasiegerin.
Van Gennip nahm erstmals 1984 in Sarajevo an Olympischen Winterspielen teil. Ihre beste Platzierung erreichte sie mit einem fünften Platz über 3000 Meter.

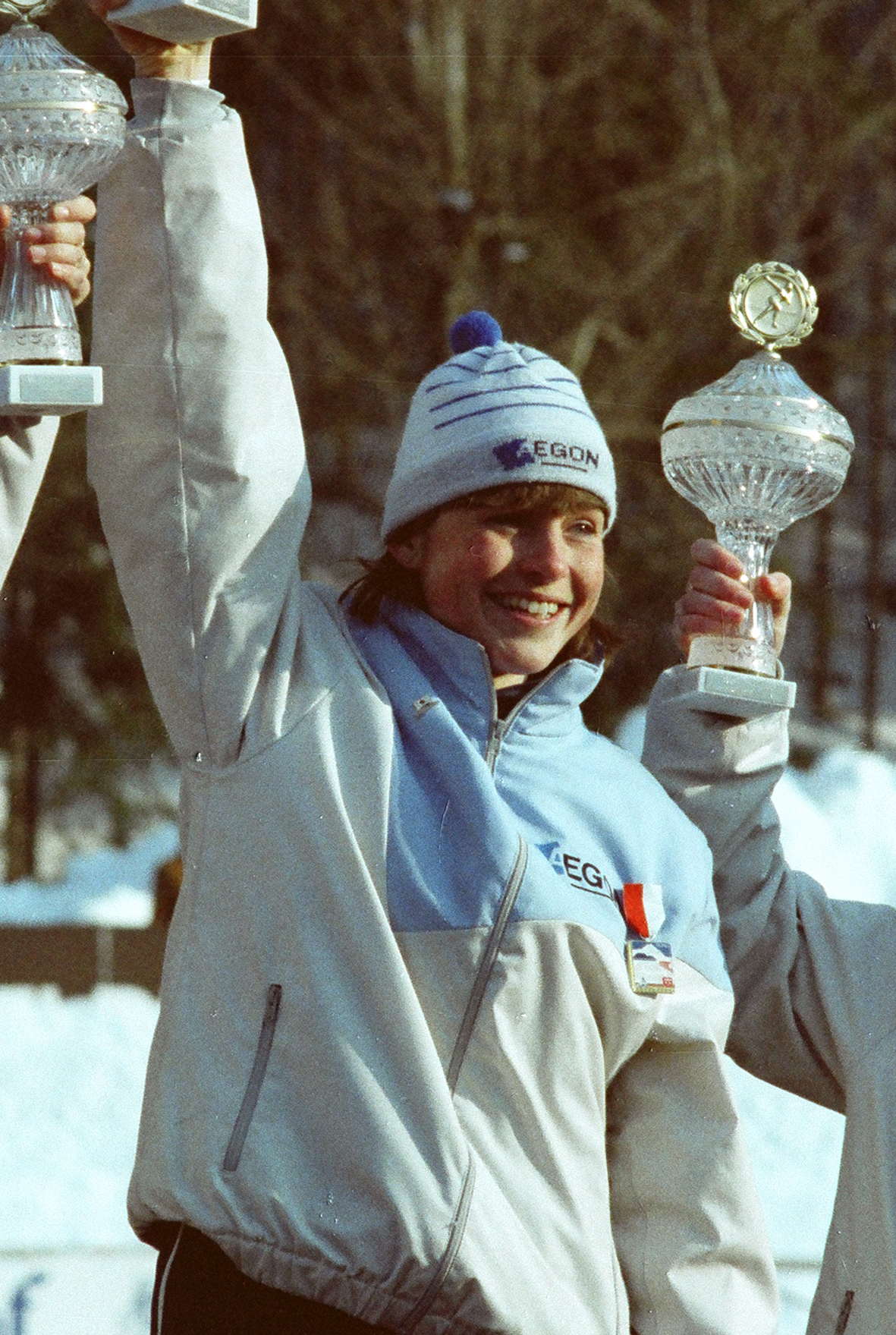
Yvonne van Gennip 1987

Die Olympischen Spiele 1988 in Calgary wurden zu einer Sternstunde ihre Karriere. Obwohl sich van Gennip zwei Monate vor Beginn der Spiele am Fuß verletzt hatte und sich einer Operation unterziehen musste, setzte sie sich in drei olympischen Finalläufen gegen die starke Konkurrenz aus der DDR durch. Dabei brach sie mehrere Bestmarken: Über 3000 Meter verbesserte sie den Weltrekord um fast 5 Sekunden, über 1500 Meter unterbot sie ihre persönliche Bestleistung um beinahe 4 Sekunden und über 5000 Meter war sie am Ende annähernd 7 Sekunden schneller als bei ihrem eigenen Weltrekord. Mit drei Goldmedaillen wurde van Gennip zur erfolgreichsten Sportlerin der Winterspiele gleichauf mit dem finnischen Skispringer Matti Nykänen. Bei der Rückkehr in ihre Heimatstadt wurde sie von 60.000 Menschen empfangen.
Vier Jahre später bei den Olympischen Spielen 1992 in Albertville gelang es van Gennip nicht mehr an diese glanzvollen Erfolge anzuknüpfen. Ihr einziges Resultat blieb ein sechster Platz über 3000 Meter.